# Данієле Бове
Данієле Бове (італ. Daniel Bovet) (23 березня 1907, Невшатель — 8 квітня 1992) — італійський фармаколог швейцарського походження. Вроджений есперантист.

## Біографія
Закінчив медичний факультет Женевського університету у 1929 році; у 1929–1947 роках — асистент Пастерівського інституту у Парижі. У 1947–1964 роках очолював відділ хімієтерапії у Вищому інституті здоров'я у Римі. У 1964–1971 роках професор фармакології в університеті Сассарі (Рим); з 1971року — професор Римського університету.

## Основні праці
Основні праці присвячені вивченню залежності між хімічною будовою і фармакологічною дією речовин. Одним із перших розкрив механізми антибактеріальної дії сульфаніламідних препаратів. Встановив закономірності будови курареподібних і антигістамінних сполук, що визначають їх дію.

## Нобелівська премія
Нобелівська премія з фізіології або медицини 1957 року.

## Твори
- Structure et activité pharmacodynamique des médicaments du systéme nerveux végetatif, Bóle, 1948 (разом з F. Bovet-Nitti)
- Curare and curarelike agents, Arnst., 1959 (співавтор).